# Église Saint-Sébastien de Bousselargues
Pour les articles homonymes, voir Église Saint-Sébastien.
L'église Saint-Sébastien est une église catholique située à Bousselargues, dans la commune de Blesle, le département français de la Haute-Loire et la région Auvergne-Rhône-Alpes. Elle est placée sous le double vocale de saint Sébastien et saint Laurent.
L'église fait l'objet d'une inscription au titre des monuments historiques depuis le 21 décembre 1984.

## Historique
Le cartulaire de Brioude indique que l'église primitive a été fondée en 827. Elle provient de la donation par Ductrannus et son épouse Gisaltrudis de quatre manses au chapitre de Saint-Julien de Brioude, dont le sanctuaire situé dans la villa de « Bocinaricus »,.
La partie la plus ancienne encore existante est sans doute le chœur qui a été construit à l'emplacement de l'ancien sanctuaire ; il remonte au XIIe siècle. Le cul-de-four comporte une représentation du Christ pantocrator accompagné du Tétramorphe, peints aux XIVe et XVe siècles. Le portail d'entrée date du XVe siècle et le clocher-mur du XVIIIe siècle ou XIXe siècle.

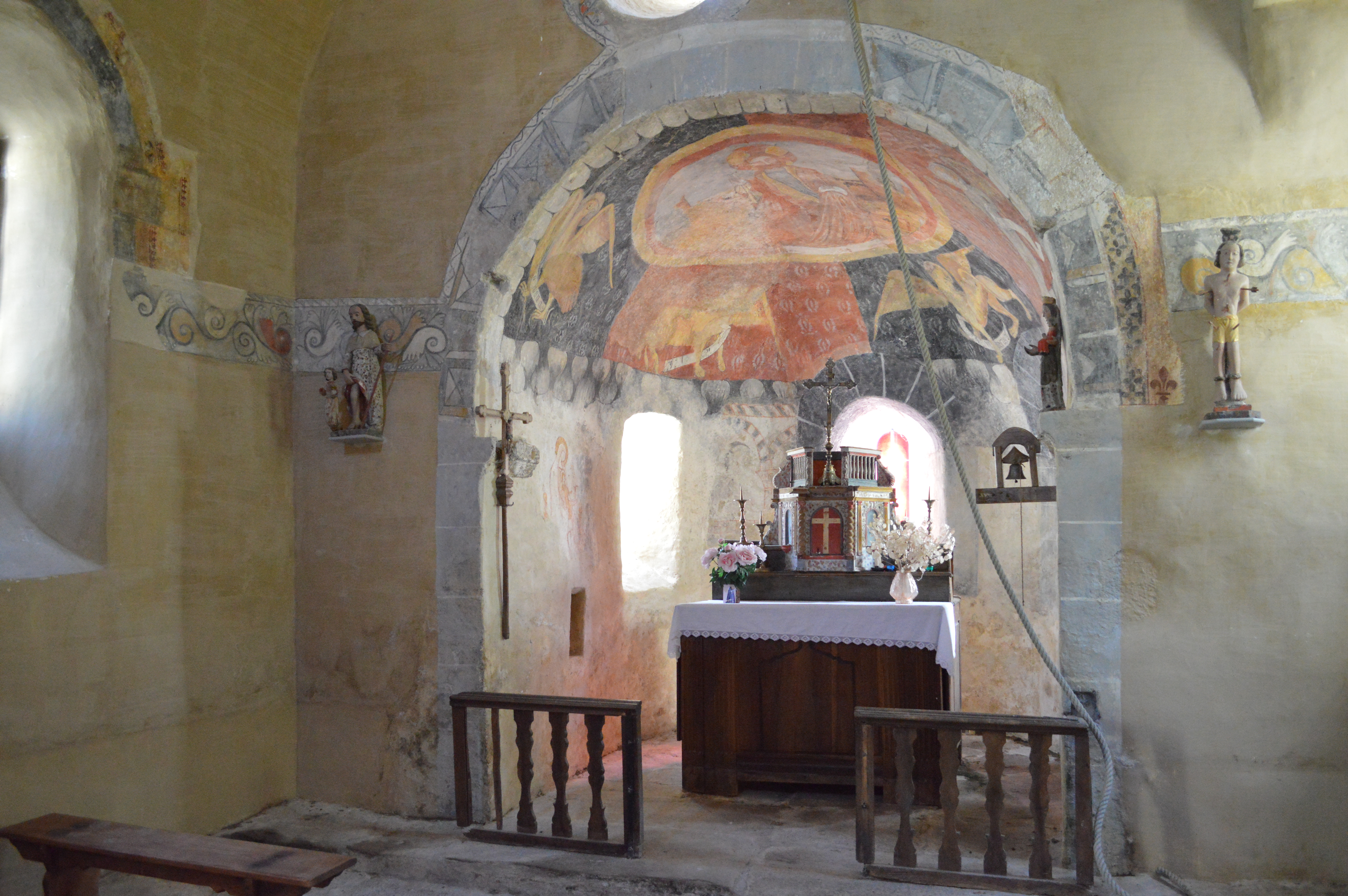
Chœur de l'église.
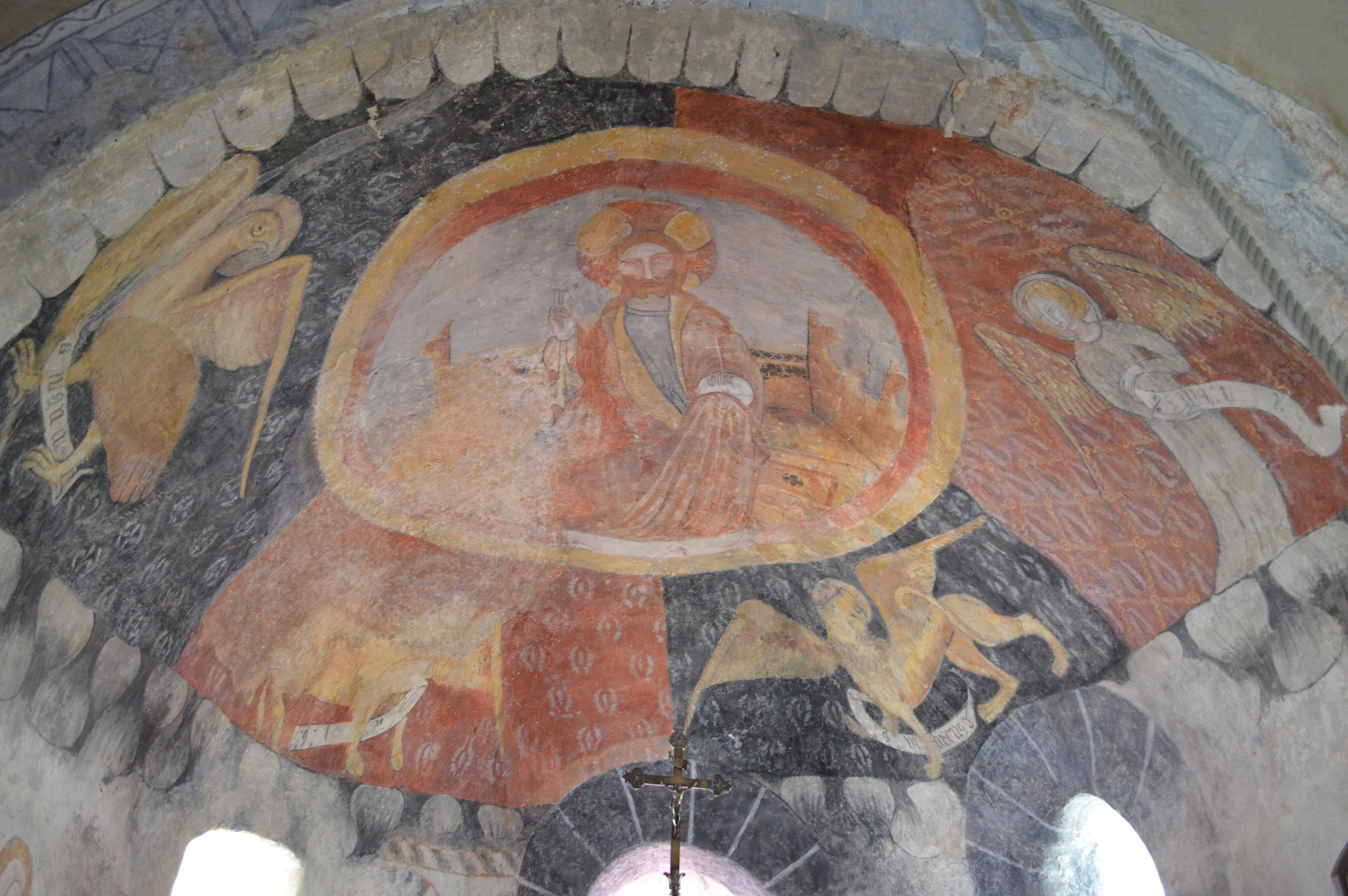
Cul-de-four.
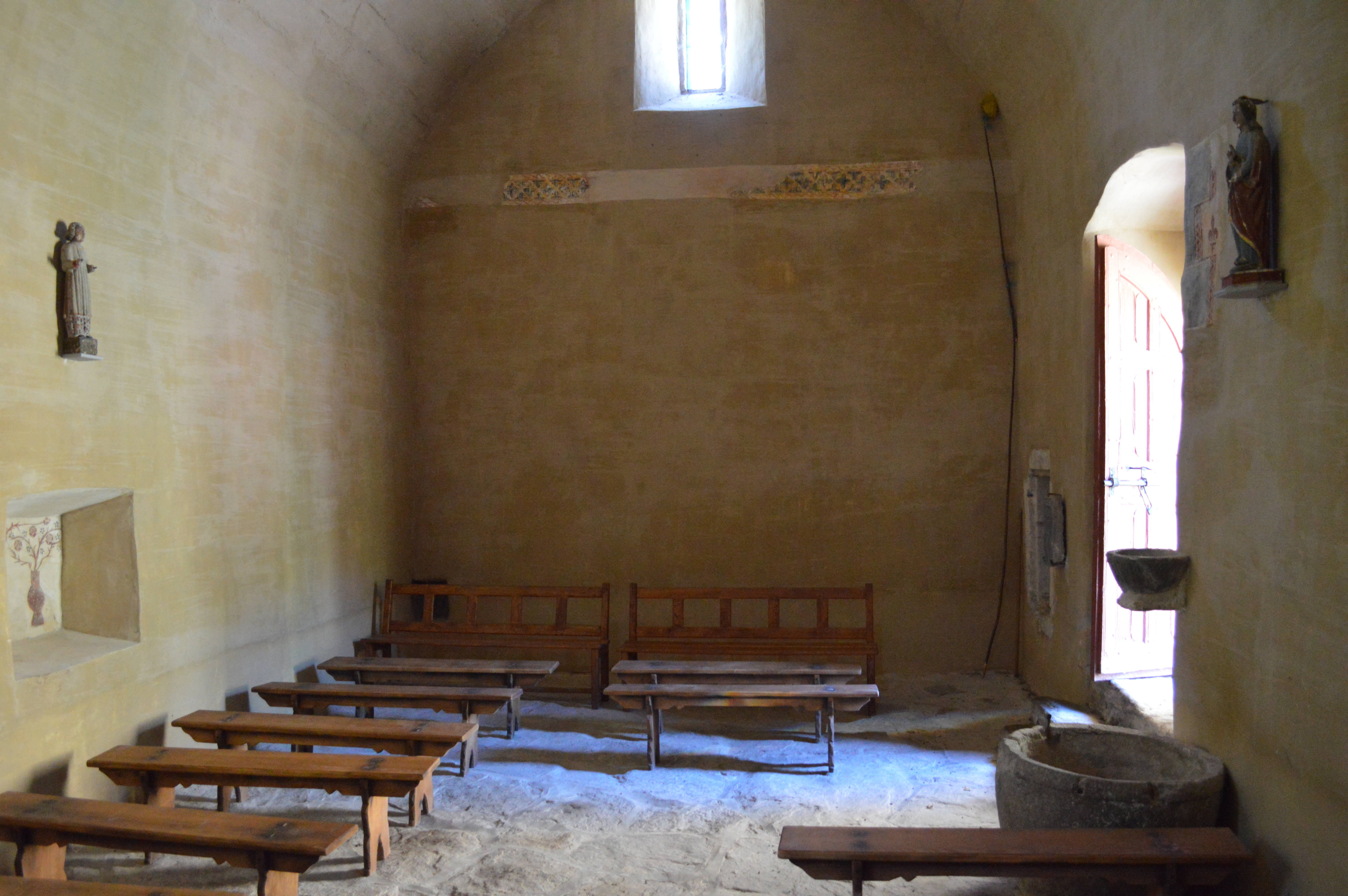
Nef.
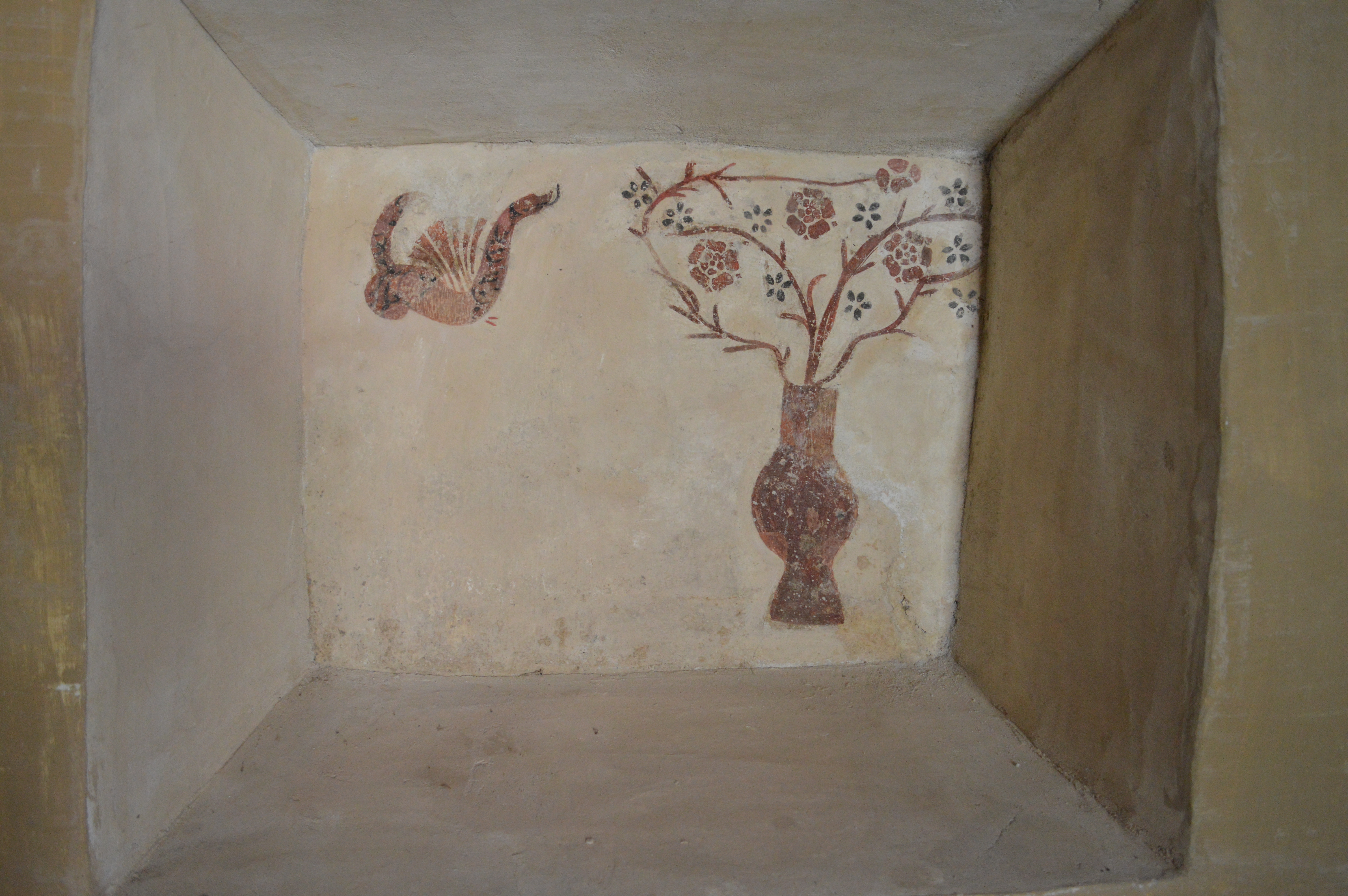
Niche avec peintures.
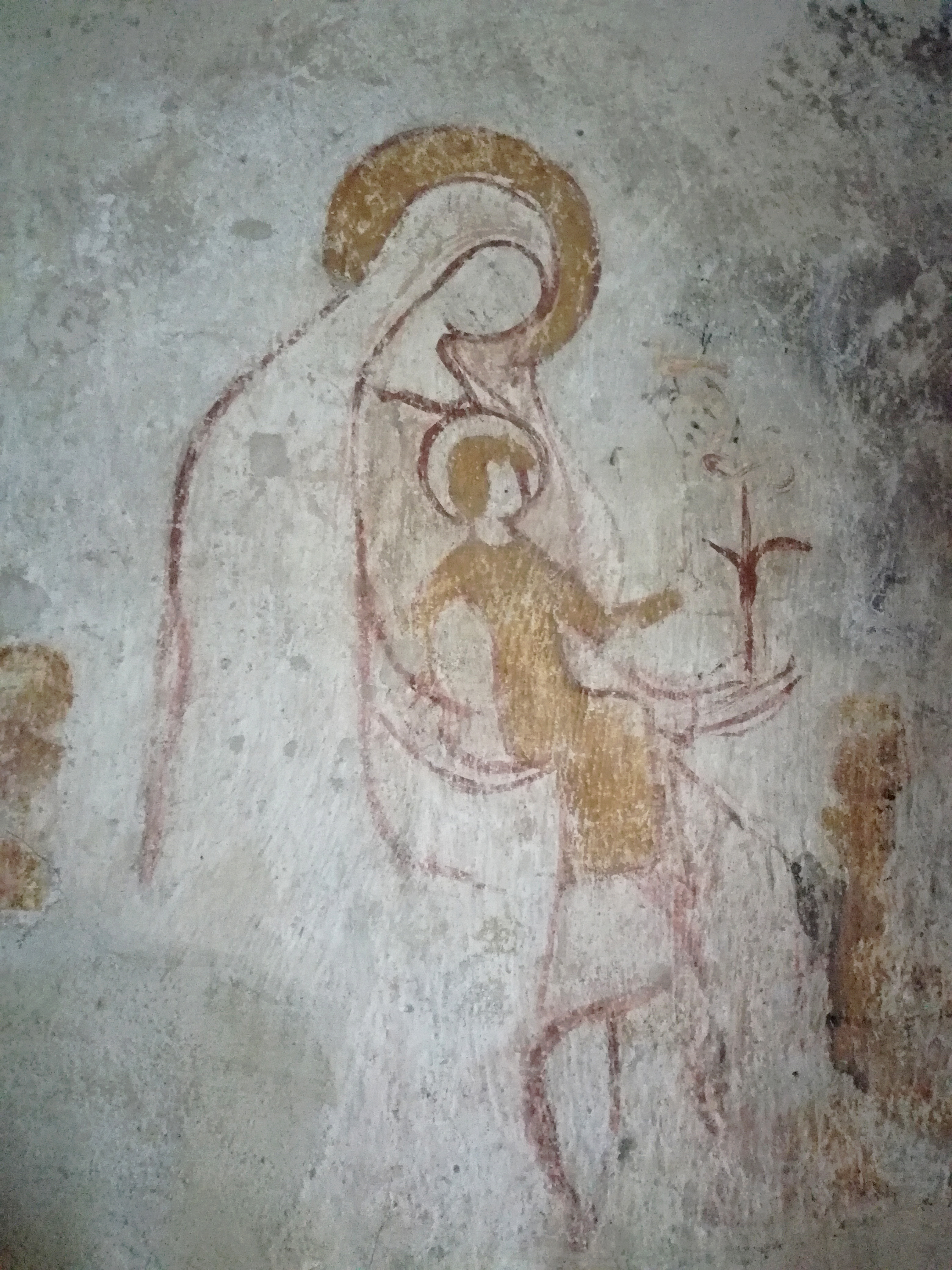
Peinture d'une Vierge à l'Enfant.

## Mobilier

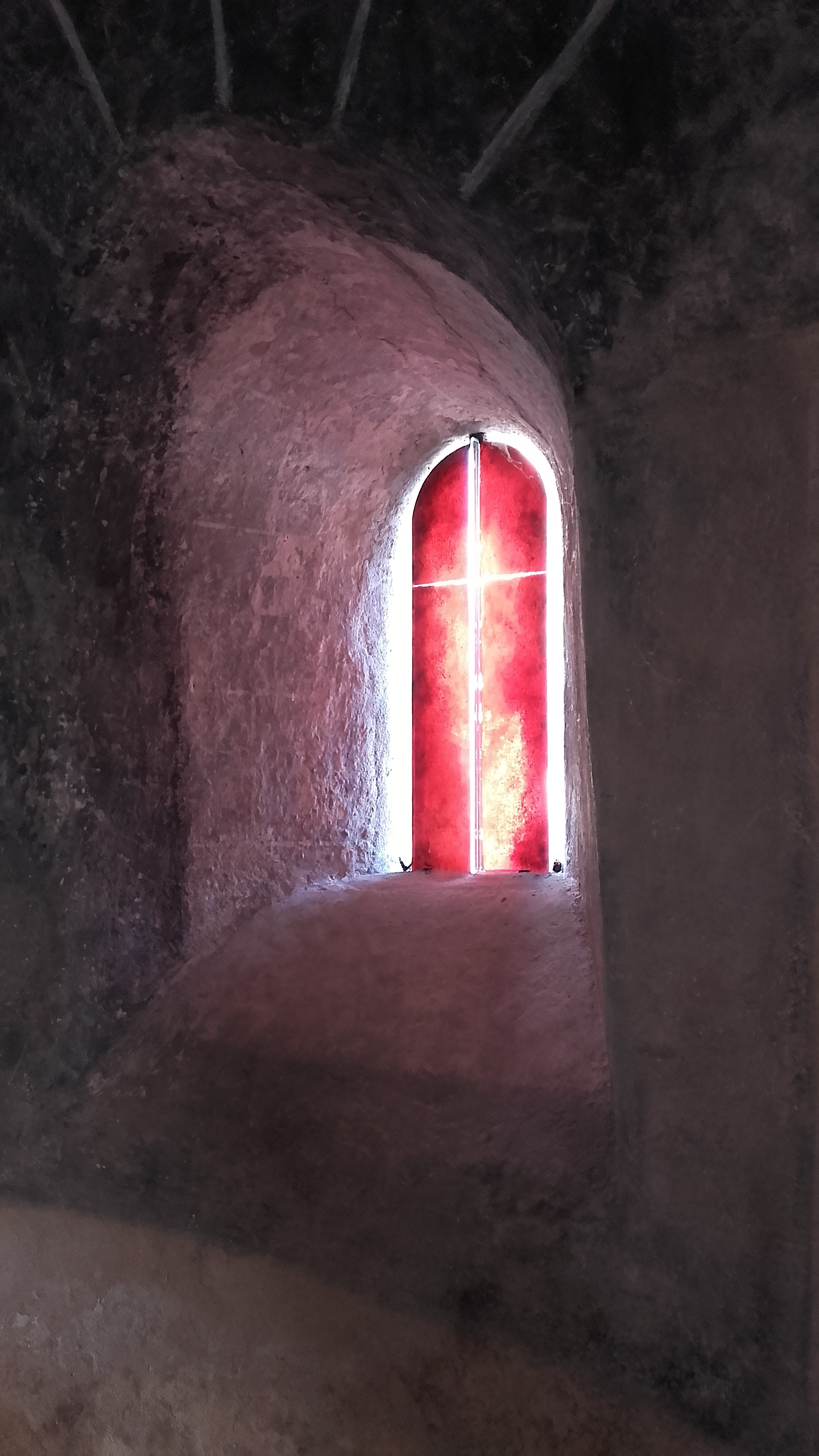
Vitrail de la nef.
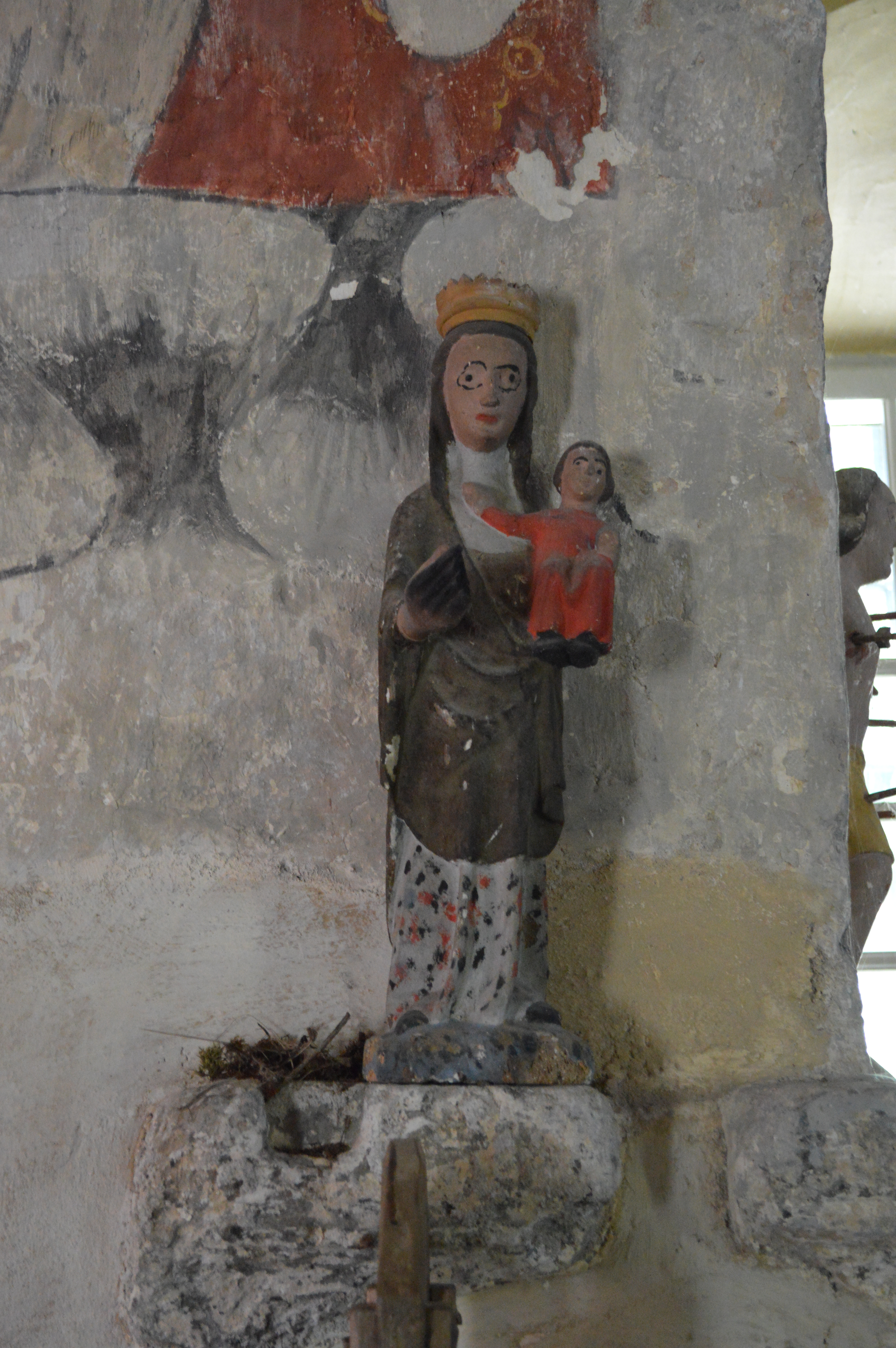
Vierge à l'Enfant.
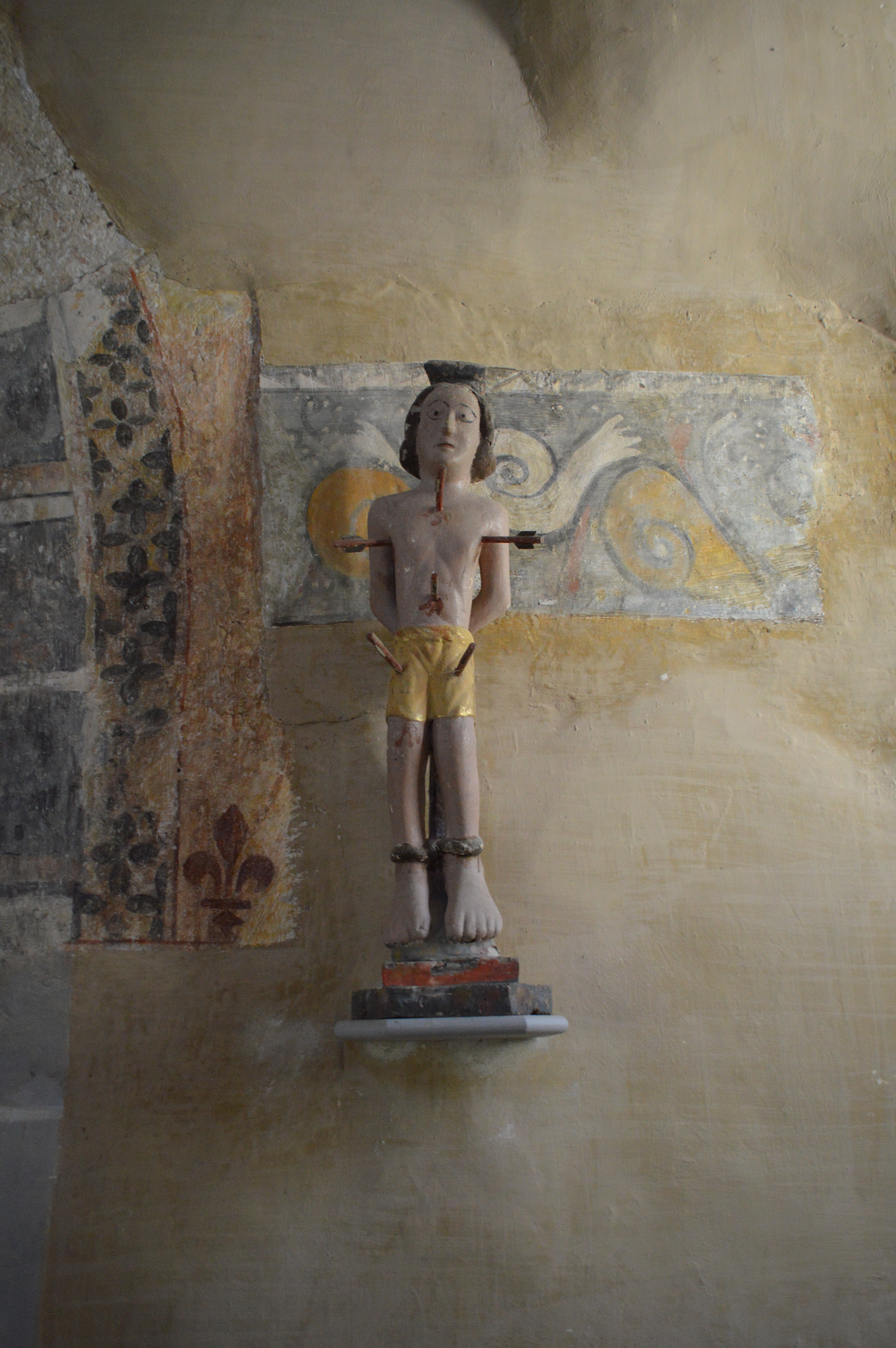
Saint Sébastien.
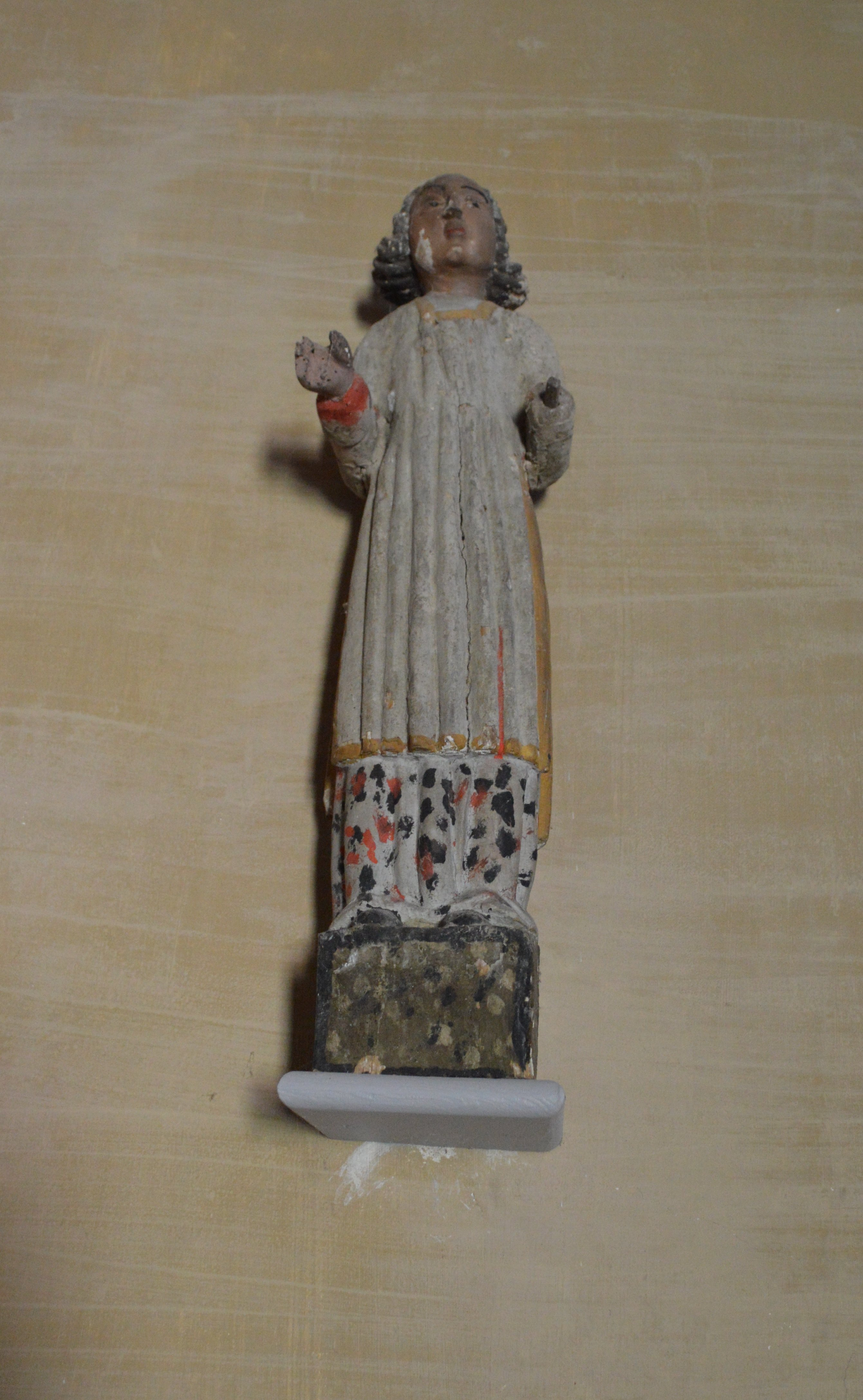
Saint Laurent.
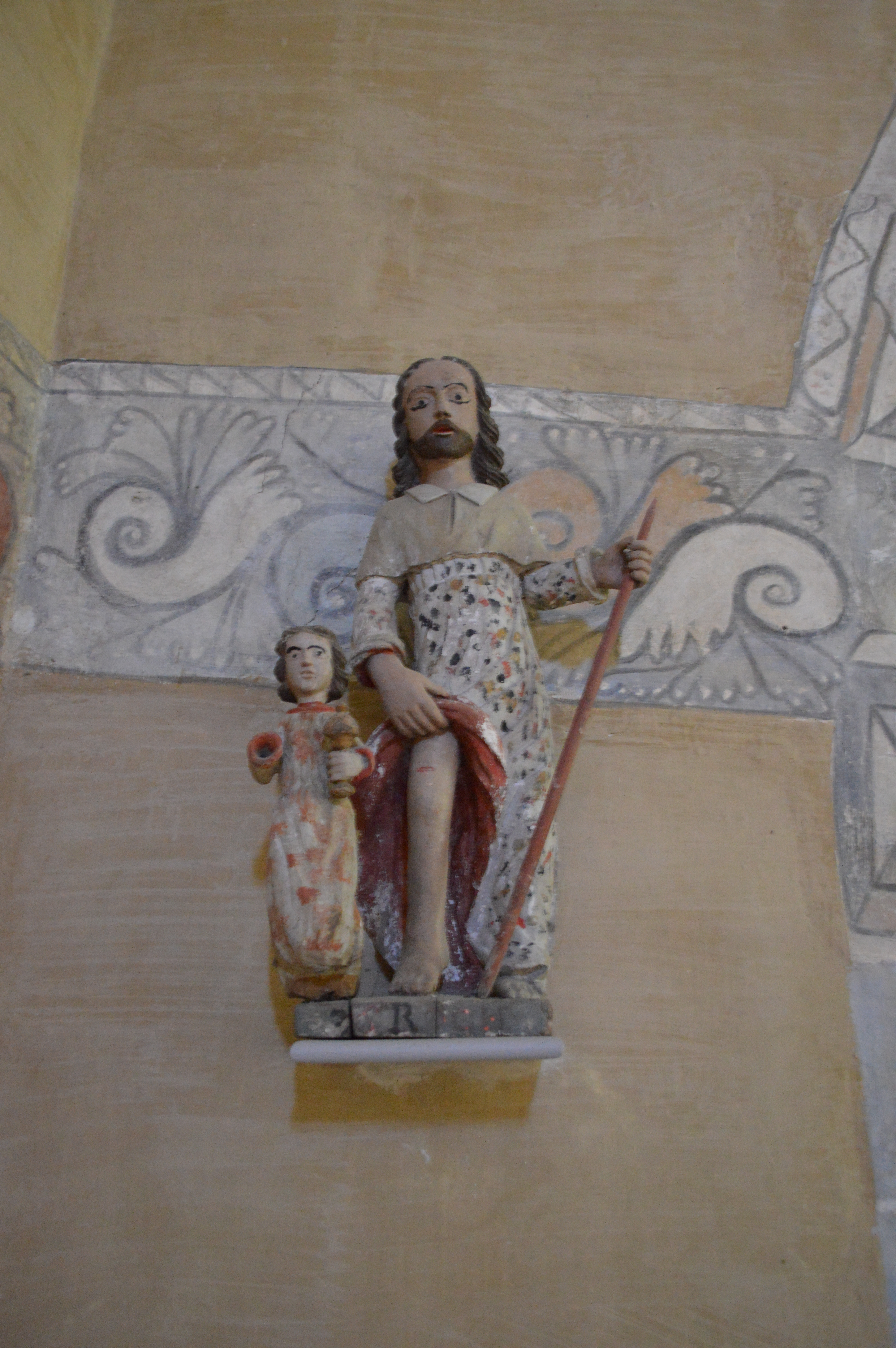
Saint Roch.